# Dreams in Stone
Albums de Michel Berger
Beaurivage
(1981) Voyou
(1983)
Dreams in Stone est un album studio multi-interprètes de Michel Berger produit par lui-même et Philippe Rault, sorti en 1982. 
Réalisé dans la perspective de monter un opéra-rock aux États-Unis, cet album a été enregistré dans les studios californiens avec de nombreux musiciens américains renommés, notamment des membres du groupe Toto, tels David Hungate, Steve Lukather et Jeff Porcaro ainsi qu'avec le percussionniste Paulinho Da Costa.

## Titres
Toute la musique est composée par Michel Berger.
| 1.    | JFK (Overture) (instrumental)                                              |                                    | 2:54 |
| 2.    | American Island (interprété par David Palmer)                              | David Batteau                      | 4:52 |
| 3.    | Walking Through The Big Apple (interprété par Bill Champlin et Lynn Carey) | Michel Berger et Bill Champlin     | 4:22 |
| 4.    | Street Sonata (instrumental)                                               |                                    | 1:20 |
| 5.    | Living Under The Gun (interprété par Jennifer Warnes)                      | Michel Berger et Jennifer Warnes   | 3:40 |
| 6.    | Apple Pie (interprété par Bill Withers)                                    | Michel Berger et Bill Withers      | 3:59 |
| 7.    | Rooftops (instrumental)                                                    |                                    | 2:51 |
| 8.    | Anything Can Happen Here (interprété par Max Gronenthal)                   | Michel Berger et Ben Sidran        | 4:12 |
| 9.    | Innocent Eyes (interprété par Rosanne Cash)                                | Michel Berger et Douglas Brayfield | 3:46 |
| 10.   | Parade (instrumental)                                                      |                                    | 2:42 |
| 34:38 |                                                                            |                                    |      |

## Crédits

### Chœurs
- 8. Anything Can Happen Here : Tom Kelley
- 9. Innocent Eyes : Denise Maynelli De Caro, Marti McCall, Richard Page, Zedric Turnbough, Steven George, Debbie Hall, Stephanie Spruill, Bill Champlin, Rosanne Cash

### Musiciens
| Titres                        | Cordes                                                 | Piano                         | Clavinet   | Fender Rhodes | Wurlitzer       | Synthétiseur    | Guitare                                                          | Guitare basse  | Batterie       | Percussions Timbales | Saxophone ténor                          | Trompette                | Trombone                    |
| JFK (Overture)                | Michel Bernholc (direction) David Katz (orchestration) | Michel Bernholc               | Bill Payne | Bill Payne    |                 |                 | Buzz Feiten                                                      | David Hungate  | Jeff Porcaro   |                      |                                          |                          |                             |
| American Island               | Michel Bernholc (direction) David Katz (orchestration) | Michel Berger Michel Bernholc | Bill Payne | Bill Payne    |                 |                 | Buzz Feiten                                                      | David Hungate  | Jeff Porcaro   |                      |                                          |                          |                             |
| Walking Through The Big Apple |                                                        | Bill Payne                    |            |               | Michel Bernholc |                 | Buzz Feiten                                                      | David Hungate  | Jeff Porcaro   |                      | Patrick Bourgoin Gary Hurbig Tom Saviano | Gary Grant Chuck Findley | Slide Hyde Bill Reichenbach |
| Street Sonata                 | Michel Bernholc (direction) David Katz (orchestration) |                               |            |               |                 | Georges Rodi    |                                                                  |                |                |                      |                                          |                          |                             |
| Apple Pie                     | Michel Bernholc (direction) David Katz (orchestration) | Neil Larsen                   |            |               |                 |                 | Steve Lukather                                                   | David Hungate  | Jeff Porcaro   | Paulinho Da Costa    | Gary Hurbig Tom Saviano                  | Gary Grant Chuck Findley | Slide Hyde Bill Reichenbach |
| Rooftops                      |                                                        | Michel Bernholc               |            | Bill Payne    |                 | Georges Rodi    | Buzz Feiten (guitare électrique)                                 | David Hungate  | Jeff Porcaro   |                      |                                          |                          |                             |
| Anything Can Happen Here      |                                                        | Nicky Hopkins                 |            | Jai Winding   |                 | Kevin Bassinson | Richie Zito                                                      | Scott Chambers | Rick Schlosser | Paulinho Da Costa    |                                          |                          |                             |
| Innocent Eyes                 | Michel Bernholc (direction) David Katz (orchestration) |                               |            | Jai Winding   |                 |                 | Robben Ford (guitare électrique) Slim Pezin (guitare acoustique) | David Hungate  | Carlos Vega    |                      | Patrick Bourgoin                         |                          |                             |
| Parade                        | Michel Bernholc (direction) David Katz (orchestration) | Neil Larsen                   |            |               | Michel Bernholc |                 | Buzz Feiten Steve Lukather                                       | David Hungate  | Jeff Porcaro   |                      | Gary Hurbig Tom Saviano                  | Gary Grant Chuck Findley | Slide Hyde Bill Reichenbach |

### Production
- Producteurs : Michel Berger et Philippe Rault
- Arrangements : Michel Berger et Michel Bernholc
- Enregistrement et mixage (de janvier à avril 1981) : 
  - Warren Dewey assisté de Richard McKernan aux Sunset Sound Studios de Los Angeles et Salty Dog Studios de Van Nuys (Californie)
  - Cordes : Michael Jerrett aux Studios EMI de Londres
- Éditions Musicales Colline sauf :
5. Living Under The Gun : Éditions Musicales Colline et Warner Music
6. Apple Pie : Éditions Musicales Colline et Bleunig Music
- Album original : 33 tours LP Stéréo Warner WEA K 99 228 sorti le 16 novembre 1982
- Conception graphique et illustration de la pochette : Stanislaw Zagorski
- Réédité en CD : année de sortie inconnue